# Bahnstrecke Toitz-Rustow–Loitz
| Streckennummer: | 6795                                   |                  |                  |
| Kursbuchstrecke: | 108m (1934) 121c (1946) 919 (DR, 1969) |                  |                  |
| Streckenlänge: | 7,1 km                                 |                  |                  |
| Spurweite: | 1435 mm (Normalspur)                   |                  |                  |
| |                                        |                  |                  |
| \| \| \| von Stralsund \| \| \| \| 0,0 \| Toitz-Rustow \| Toitz-Rustow \| \| \| \| nach Neustrelitz \| \| \| \| 7,1 \| Loitz \| Loitz \| |                                        |                  |                  |
| Strecke |                                        | von Stralsund    | von Stralsund    |
| ehemaliger Bahnhof | 0,0                                    | Toitz-Rustow     | Toitz-Rustow     |
| Abzweig ehemals geradeaus und nach rechts                                                                                                |                                        | nach Neustrelitz | nach Neustrelitz |
| Kopfbahnhof Streckenende (Strecke außer Betrieb)                                                                                         | 7,1                                    | Loitz            | Loitz            |

Die Bahnstrecke Loitz-Toitz-Rustow war eine eingleisige und nicht elektrifizierte Nebenbahn in Vorpommern. Die 7,1 km lange Stichstrecke verband die Berliner Nordbahn mit der Stadt Loitz. Sie war von 1906 bis 1969 (Personenverkehr) beziehungsweise 1997 (Güterverkehr) in Betrieb.

## Geschichte
Die Nordbahn von Berlin nach Stralsund wurde 1877/78 eingeweiht. Ihrem Bau gingen jahrzehntelange Planungen voraus. Lange Zeit war dabei in Diskussion, die Strecke über die Landstadt Loitz an der Peene zu führen. Diese Planungen zerschlugen sich jedoch, ebenso wie Projekte, die eine Strecke von Greifswald über Loitz, Demmin, Waren (Müritz) nach Wittstock/Dosse vorsahen. Am 1. September 1895 wurde an der Nordbahn der Bahnhof Toitz-Rustow, sieben Kilometer westlich von Loitz, errichtet.
In den folgenden Jahren gab es Bestrebungen, eine Strecke von Toitz-Rustow über Loitz entweder nach Greifswald oder nach Voigtsdorf an der Bahnstrecke Greifswald–Grimmen–Tribsees zu bauen. Auch diese Pläne zerschlugen sich. Schließlich wurde eine Stichstrecke von Toitz-Rustow nach Loitz durch die Kleinbahn Toitz-Rustow–Loitz (KTRL) gebaut, die am 8. September 1906 eingeweiht wurde. Die Preußischen Staatseisenbahnen übernahmen die Betriebsführung.
Im Personenverkehr pendelten Zubringerzüge nach Toitz-Rustow, wo man in Richtung Stralsund oder Demmin umstieg. Der Güterverkehr bediente vor allem die Stärkefabrik Loitz. 1916 wurde ein Anschlussgleis zur Fabrik gebaut; es folgten weitere Anschlüsse zu anderen Betrieben.
1935 beförderte die KTRL 6.045 Personen und 20.309 Tonnen Güter.
In den 1960er Jahren ließ die Bedeutung im Personenverkehr nach, nachdem direkte Buslinien nach Demmin und Greifswald eingerichtet worden waren. Der Personenverkehr wurde zum Fahrplanwechsel am 31. Mai 1969 eingestellt. Es verkehrten einige Jahre noch Busse zwischen Loitz und dem Bahnhof Toitz-Rustow.
Nach der politischen Wende in der DDR und der deutschen Wiedervereinigung ging die Bedeutung der Strecke für den Güterverkehr zurück. Die Strecke wurde in ein Bahnhofsgleis des Bahnhofs Toitz-Rustow umgewandelt. Ab 1991 fuhr zunächst noch einmal werktags ein Übergabezug zur Stärkefabrik. In den folgenden Jahren ging das Aufkommen nach und nach zurück, so dass der Güterverkehr am 31. Dezember 1994 komplett eingestellt wurde.
1999 wurden die Weichen im ehemaligen Bahnhof Toitz-Rustow ausgebaut und der Anschluss an die Strecke nach Loitz entfernt. Personenzüge hielten in Toitz-Rustow bereits seit dem 2. Juni 1996 nicht mehr. 2003 wurde die Strecke nach Loitz stillgelegt und danach abgebaut.

## Streckenverlauf

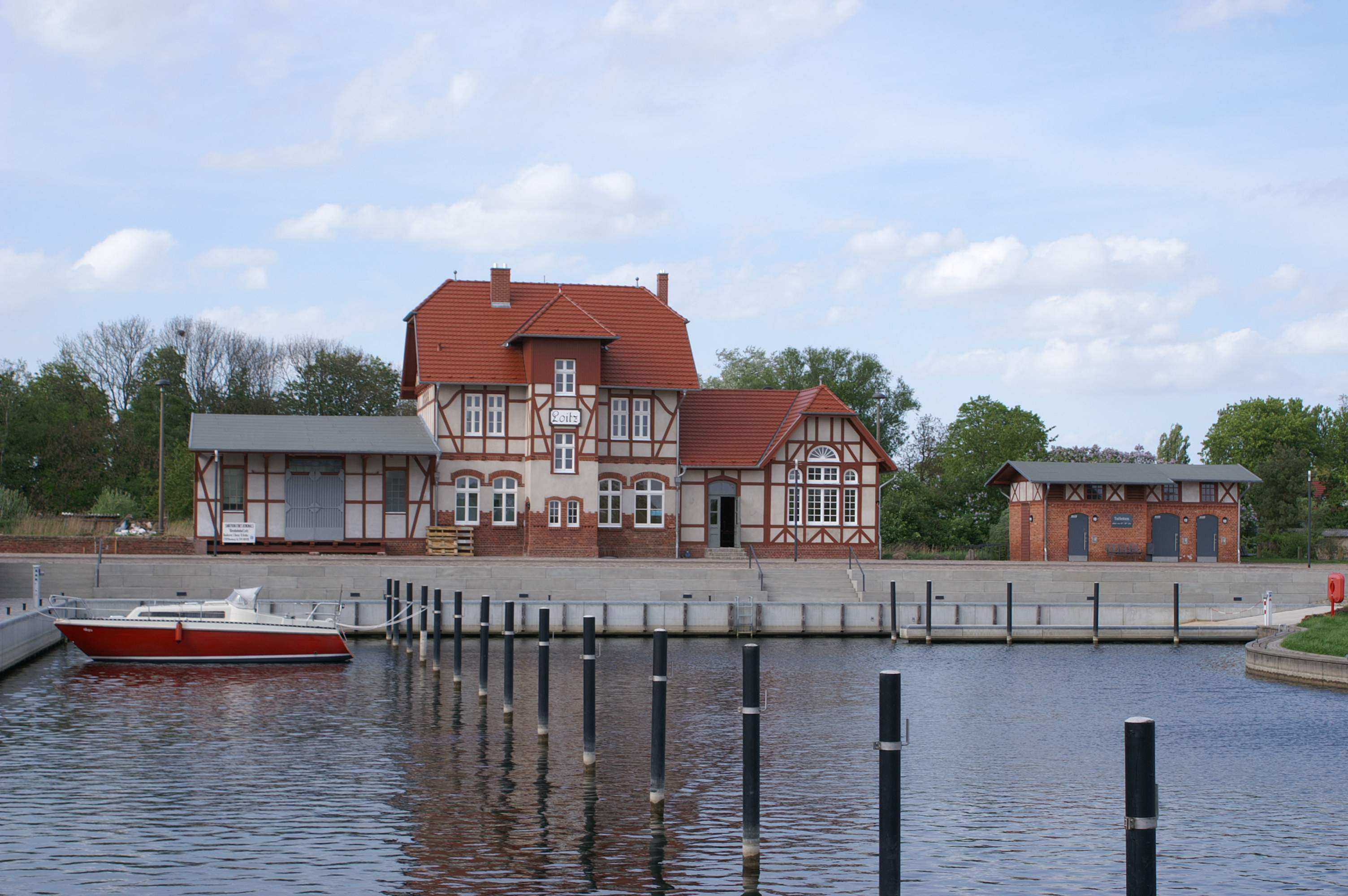
Bahnhof Loitz von der Peene aus gesehen

Die Strecke beginnt im ehemaligen Bahnhof Toitz-Rustow. Dieser liegt mitten im Waldgebiet Kronwald, jeweils etwa fünf Kilometer von den namensgebenden Ortschaften Toitz und Rustow entfernt. Am Bahnhof entstanden einige Wohnhäuser. Die Strecke zweigt südlich des Bahnhofs Richtung Osten ab; Richtung Westen gab es einen Abzweig zu einem Anschluss eines Armeeobjektes. Die Strecke führt weiter in östliche Richtung und kreuzt die Straße nach Rustow. Zwischen Toitz-Rustow und Loitz gab es keine weiteren Betriebsstellen. Die Stadt Loitz wird am nördlichen Rand der Altstadt durchquert, damit die Strecke den Hafen der Stadt an der Peene mit anschließt. Der Bahnhof Loitz liegt unmittelbar am Fluss. Die Bahnhofsgebäude in Toitz-Rustow und Loitz sind erhalten geblieben. Das Gebäude in Loitz steht unter Denkmalschutz und dient heute als gastronomische Einrichtung einer Marina.